# Final V.U. 1971-1973
Albums de The Velvet Underground
Rock and Roll: an Introduction to The Velvet Underground
(2001) Bootleg Series Volume 1: The Quine Tapes
(2001)
Final V.U. 1971-1973 est un coffret de quatre disques du Velvet Underground, sorti en 2001. Il se compose d'enregistrements en public réalisés durant les trois dernières années d'existence du groupe, après le départ de Lou Reed et de Sterling Morrison.

## Titres
Toutes les chansons sont de Lou Reed, sauf indication contraire.

### Disque 1
Les titres de ce disque ont été enregistrés le 5 novembre 1971 à Londres, durant la tournée de promotion de l'album Loaded.
1. Chapel of Love (Barry, Greenwich, Spector)
2. I'm Waiting for the Man
3. Spare Change (Alexander)
4. Some Kinda Love — Turn On Your Love Light (Reed — Malone, Scott)
5. White Light/White Heat
6. Pretty Tree Climber (Alexander)
7. Rock and Roll
8. Back on the Farm (Alexander)
9. Dopey Joe (Yule)
10. Sister Ray — Never Going Back to Georgia (Reed, Cale, Morrison, Tucker – Alexander)
11. After Hours

### Disque 2
Les titres de ce disque ont été enregistrés le 19 novembre 1971 à Amsterdam, durant la tournée de promotion de l'album Loaded.
1. I'm Waiting for the Man
2. Spare Change (Alexander)
3. Some Kinda Love
4. White Light/White Heat
5. Pretty Tree Climber (Alexander)
6. What Goes On
7. Cool It Down
8. Back on the Farm (Alexander)
9. Oh! Sweet Nuthin'
10. Sister Ray — Never Going Back to Georgia (Reed, Cale, Morrison, Tucker — Alexander)
11. After Hours
12. Dopey Joe (Yule)
13. Rock and Roll

### Disque 3
Les titres de ce disque ont été enregistrés le 6 décembre 1972 à l'université du Pays de Galles (Lampeter), durant la brève tournée de promotion britannique de l'album Squeeze. Le manager du Velvet Underground, Steve Sesnick, avait précédemment renvoyé Willie Alexander, Walter Powers et Moe Tucker et fait enregistrer Squeeze par Doug Yule avec des musiciens de studio. Il assembla un autre groupe de musiciens de studio pour la tournée, mais démissionna au début de celle-ci. Yule continua brièvement, puis abandonna les concerts.
1. I'm Waiting for the Man
2. White Light/White Heat
3. Some Kinda Love
4. Little Jack (Yule)
5. Sweet Jane
6. Mean Old Man (Yule)
7. Run Run Run
8. Caroline (Yule)
9. Dopey Joe (Yule)
10. What Goes On
11. Sister Ray — Train Round the Bend (Reed, Cale, Morrison, Tucker — Reed)
12. Rock and Roll
13. I'm Waiting for the Man

### Disque 4
Les titres 1 à 10 ont été enregistrés le 27 mai 1973 à Boston, alors que Doug Yule avait été forcé par son manager à se produire sous le nom de « Velvet Underground » : après trois concerts, Yule renvoya son manager, et la tournée s'arrêta peu après. Les titres 11 à 14 proviennent de l'enregistrement d'une émission de radio retransmettant le concert d'Amsterdam du 19 novembre 1971 (apparaissant sur le disque 2 du coffret).
1. I'm Waiting for the Man
2. Little Jack (Yule)
3. White Light/White Heat
4. Caroline (Yule)
5. Sweet Jane
6. Mean Old Man (Yule)
7. Who's That Man (Yule)
8. Let It Shine (Yule)
9. Mama's Little Girl (Yule)
10. Train Round the Bend (fragment)
11. White Light/White Heat
12. What Goes On
13. Cool It Down
14. Oh! Sweet Nuthin'

## Musiciens

### The Velvet Underground
- Doug Yule : chant, guitare
- Willie Alexander : chant, claviers (disque 1, disque 2, titres 11-14 du disque 4)
- Walter Powers : basse, chœurs (disque 1, disque 2, titres 11-14 du disque 4)
- Maureen Tucker : batterie (disque 1, disque 2, titres 11-14 du disque 4)

### Musiciens supplémentaires
- George Kay : basse (disque 3, titres 1-10 du disque 4)
- Rob Norris : guitare (disque 3)
- Mark Nauseef : batterie (disque 3)
- Don Silverman : guitare (titres 1-10 du disque 4)
- Billy Yule : batterie (titres 1-10 du disque 4)